# Brauerei Hebendanz

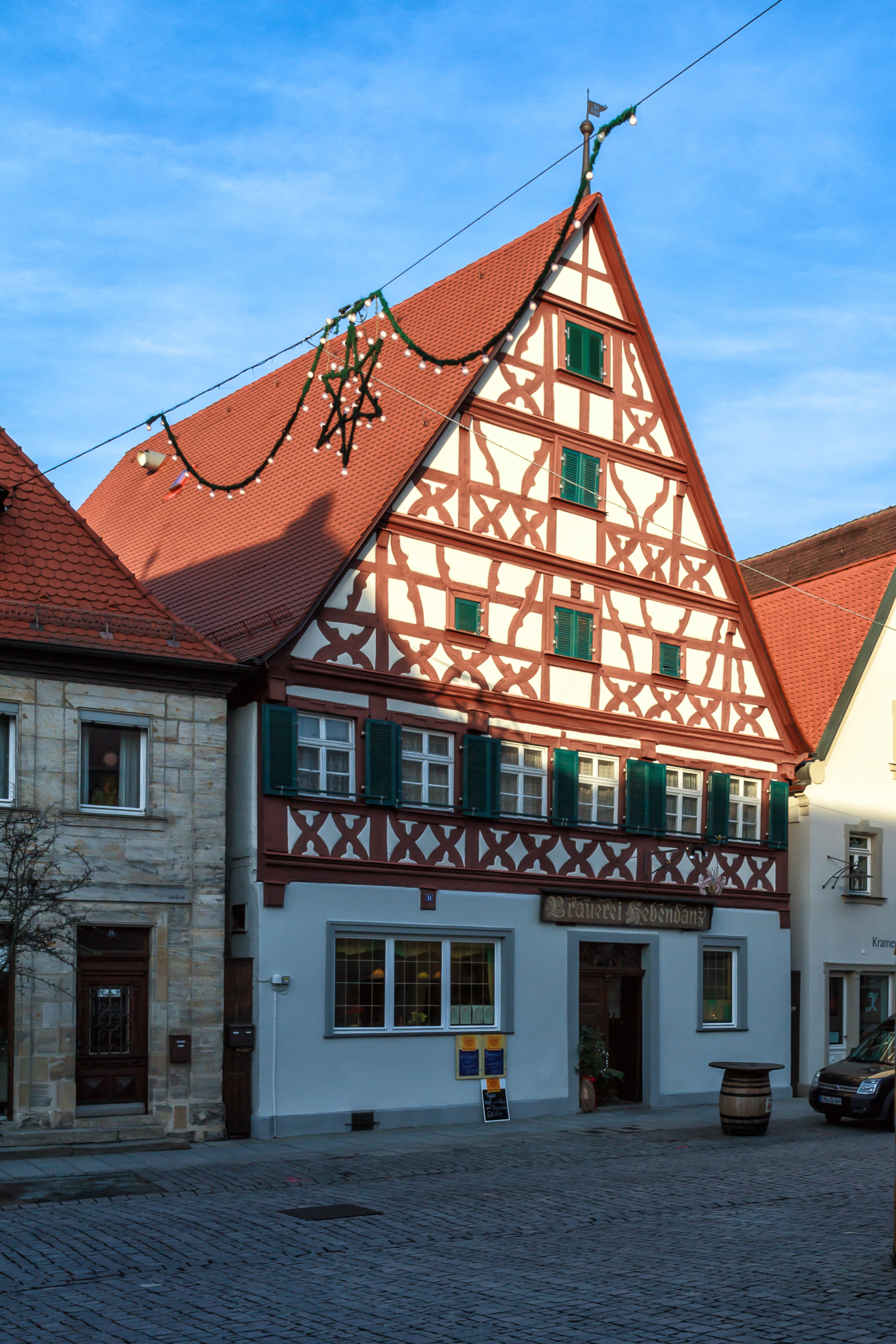
Wirtshaus der Brauerei Hebendanz in Forchheim

Die Brauerei Hebendanz ist eine in Forchheim ansässige Brauerei. Die Privatbrauerei, ein kleines Unternehmen mit neun Mitarbeitern, vermarktet ihre Produkte nur im Landkreis Forchheim. Der Ausstoß pro Jahr beträgt circa 10.000 Hektoliter. 

## Geschichte
Die Brauerei befindet sich seit 1579 in Familienbesitz und ist damit die zweitälteste Brauerei in Forchheim.

## Sortiment
Die ganzjährig angebotene Produktpalette umfasst die Sorten „Export Hell“, „Edel Pils“, „Märzen Gold“, Hefeweizen, „Bächla Leicht“, „Posthalter“ (Lagerbier), Radler, „Starker Fritz“ (Märzenbier) und „Jubiläumsbier“. Saisonal offeriert werden der 6–7 prozentige „Fastenbock“ (ab 14 Tage vor der Fastenzeit), „Maibock“ (ab Mitte April), „Annafest-Bier“ (Ende Mai bis Ende September), „Weihnachtsfestbier“ (Anfang November bis Mitte Januar) und „Weihnachtsbock“ (ab Anfang November).

## Sonstiges
Die Brauerei ist Mitglied im Brauring, einer Kooperationsgesellschaft privater Brauereien aus Deutschland, Österreich und der Schweiz.